# 拉維利亞德洛斯桑托斯

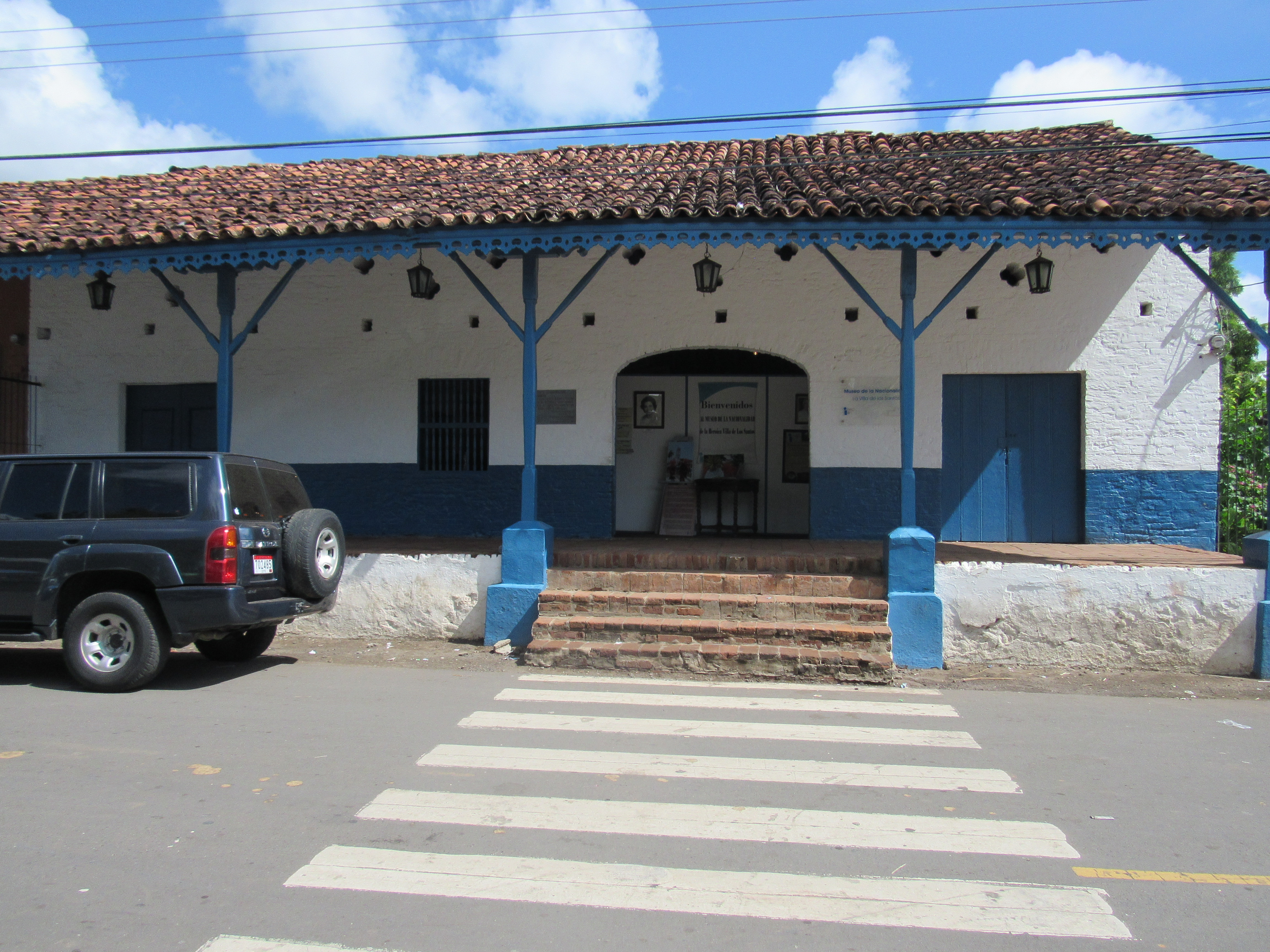
拉維利亞德洛斯桑托斯

拉維利亞德洛斯桑托斯（西班牙語：La Villa de Los Santos），是巴拿馬的城鎮，位於該國中南部，由洛斯桑托斯省的洛斯桑托斯區負責管轄，面積72.9平方公里，海拔高度30米，2010年人口2,100，人口密度每平方公里28.8人。